# BET
A Black Entertainment Television (rövidítése BET) egy amerikai műholdas és kábelcsatorna, mely a Viacom BET Networks tulajdona. A csatorna elsősorban az afroamerikai közönséget célozza műsoraival. A csatorna körülbelül 88.255 ezer amerikai háztartásban van jelen. Központja Washingtonban, New Yorkban, valamint Los Angelesben és Chicagóban van.
A csatornán saját gyártású és átvett televíziós sorozatokat, színházi és stand up vígjátékokat, de hiphop, rap és R&B videóklipeket is bemutatnak. Ez utóbbit a 2005-ben elindult BET Hip-Hop csatornán.

## Története
A 80-as évek elején Robert L. Johnson úgy döntött, hogy saját kábeltelevíziós hálózatot indít el az Egyesült Államokban. Johnson 15 000 dolláros kölcsönt vett fel, és 500 millió dolláros befektetéssel a csatorna 1980. január 25-én elindult. Kezdetben csupán kétórás műsorblokkal jelentkezett a Madison Square Garden Sport Network blokkjaként, majd ugyanez a csatorna USA Network névre keresztelkedett a BET indítása után három hónappal. 1983-ig a BET teljes körű csatorna lett, melyen népszerű videóklipeket mutattak be.
1988-ban a BET elindította hírműsorát BET News néven, melyet Ed Gordon vezetett, majd később más műsorokat is indított a csatorna, mint például a Black Men Speak Out: The Aftermath, mely az 1992-es Los Angeles-i zavargások kapcsán jött létre. 1996-ban elindult a BET Tonight Talk Show.
1991-ben ez volt az első televíziós csatorna, mely elsősorban a „fekete” közönségnek sugárzott, és a New York-i tőzsdén jegyezték. A 90-es évek elejétől kezdődően a csatorna kibővül a digitális kábelhálózatok elindításával. A BET eredetileg Bet Jazz, majd BET J lett, mely különösebben a fekete jazz stílusú zenékre összpontosított.
1998-ban a John Malone Liberty Media tulajdonában álló Starz csatorna elindította a BET Movies Starz! 3 nevű filmcsatornát, melyet később átneveztek Black Starznek, miután kilépett a BET kötelékéből, és a Viacom megvásárolta a Starz csatornát. Ez később StarzInBlack néven lett ismert. 2001-ben a csatorna elveszítette a fekete tulajdonban álló vállalkozásának státuszát, amikor a Viacom 3 milliárd dollárért megvásárolta a csatornát. 2005-ben Johnson visszavonult, és Debra L. Lee korábbi BET alelnök lett a vezérigazgatója a csatornának.
2007-ben két új tematikus csatorna indult, a BET Hip-Hop és a BET Gospel. A BET ezúttal több reality show-t is elindított, többet között a Reality Baldwin Hills és Hell Date című műsorokat. 2008. szeptember 11-én Reginald Huldin alelnök lemondott posztjáról, és Stephen Hill lett az új alelnök, aki a zenei programokról gondoskodik. 2010 márciusában a BET bejelentette, hogy Ed Gordon visszatért a csatornához, és újra elindultak a korábbi hírműsorok.

## BET Franciaország
A BET francia változata 2015. november 17-én indult.